# Chris Reynolds
Pour les articles homonymes, voir Reynolds.
Chris Reynolds (né en 1960 et mort le 4 mai 2023) est un auteur de bande dessinée britannique. Actif de 1986 à sa mort, il est connu pour ses histoires mystérieuses se déroulant sur Mauretania, un monde parallèle à la Terre.

## Biographie
Reynolds naît au Pays de Galles en 1960. Il commence à auto-éditer Mauretania Comics en 1986, dont il publie jusqu'en 1992 seize numéros. Il participe également ponctuellement au magazine alternatif Escape (en). Ses récits, publiés en noir et blanc, utilisent un gaufrier strict de trois bandes de trois cases où la narration l'emporte sur les dialogues, et sont dessinés dans un style rappelant les romans en gravures. Bien que chaque histoire puisse être lue de manière indépendante, des personnages récurrents comme Monitor ou les Détectives de cinéma permettent de discerner des sous-séries, dont l'une est directement identifiée par Reynolds sous le titre générique L'Âge d'or.
Les histoires de Reynolds se déroule sur Mauretania, un monde parallèle rappelant le Royaume-Uni des années 1980 qui auraient connu une guerre contre des extraterrestres, avec des éléments de l'Amérique des années 1950. Elles sont moins centrées sur des péripéties que sur les sensations des personnages, lesquelles sont intimement liées à leur environnement urbain ou naturel, sur lequel Reynolds aime à s'attarder. Si les différents récits sont généralement linéaires, le temps apparaît extrêmement malléables de l'un à l'autre, ajoutant à l'étrangeté de cet univers.
En 1990, Penguin Books publie un album en noir et blanc petit format, Mauretania, un récit de plus de 120 pages avec 4 cases par page considéré par l'auteur canadien Seth considère comme le « chef-d'œuvre » de Reynolds. Le Gallois y intègre l'ensemble des thèmes abordés dans les années précédentes en un long récit opposant l'intuition et la rationalité, à travers le parcours de Susan, une jeune femme embauché par la mystérieuse entreprise Reynal Industries après avoir perdu son emploi, du jeune Jimmy, et de la force de police Rational Control. Après cela, Reynolds publie beaucoup plus sporadiquement, tout en rééditant ses anciennes histoires.
En 2004, la maison d'édition écossaise Kingly Books publie un recueil d'histoires publiées entre 1988 et 1992, The Dial and Other Stories. L'année suivant, Seth, regrettant la difficulté à se procurer les œuvres de Reynolds aux États-Unis comme au Royaume-Uni, l'introduit au lectorat américain dans un article du Comics Journal où il qualifie le Gallois d'« auteur de bande dessinée le plus sous-estimé des vingt dernières années ». Reynolds ouvre quelques années plus un site Internet où il publie des histoires des Détectives de cinéma et divers autres récits, parfois en couleurs ; il met en vente fin 2017 un recueil de ces dernières sur Lulu.com.
En 2018, la New York Review of Books publie un luxueux recueil conçu par Seth reprenant Mauretania, The Dial et 17 récits courts. Plusieurs critiques du Comics Journal font figurer cet album dans leur liste des meilleures publications de 2018. En 2020, la maison d'édition française Tanibis publie un recueil de Reynolds également titré Mauretania ; conçue par le traducteur Jérôme Le Glatin, cette anthologie diffère de l'édition américaine.
Reynolds décède d'un cancer le 4 mai 2023.

## Publications

### Au Royaume-Uni
- Mauretania, Londres, Penguin Books, 1990, 141 p. (ISBN 0-14-013184-1). Histoire longue.
- The Dial and Other Stories, Glasgow, Kingly Books, 2004 (ISBN 0-9531639-4-6). Recueil d'histoires parues dans The Dial (1989) et divers numéros de Mauretania Comics (1988-1992).
- Torus : Stranger Stories from the World of Mauretanie, Magic Symbol, 2017, 62 p. (ISBN 978-0-244-65584-6). En couleurs.

### Aux États-Unis
- (en) The New World : Comics from Mauretania, New York, New York Review of Books, 2018, 268 p. (ISBN 978-1-68137-238-9). Recueil comprenant Mauretania, The Dial et 17 autres histoires[9].

### En France
- « La Récompense de Monitor », « Le Chuchotement des ombres », « Détectives de cinéma », « L'Âge d'or » et « Retour en douceur » dans Nicole no 8, Cornélius, 2019.
- Mauretania : Une traversée, Tanibis, 2020  (ISBN 9782848410531).